# Hadena quadrilineata
Hadena quadrilineata är en fjärilsart som beskrevs av Druce. Hadena quadrilineata ingår i släktet Hadena och familjen nattflyn. Inga underarter finns listade i Catalogue of Life.